# Escalerilla Lagunas
Escalerilla Lagunas är en ort i Mexiko.   Den ligger i kommunen Zapotitlán Tablas och delstaten Guerrero, i den sydöstra delen av landet, 230 km söder om huvudstaden Mexico City. Escalerilla Lagunas ligger 2 239 meter över havet och antalet invånare är 1 196.
Terrängen runt Escalerilla Lagunas är kuperad norrut, men söderut är den bergig. Terrängen runt Escalerilla Lagunas sluttar västerut. Runt Escalerilla Lagunas är det ganska glesbefolkat, med 40 invånare per kvadratkilometer. Närmaste större samhälle är Copanatoyac, 17,1 km nordost om Escalerilla Lagunas. I omgivningarna runt Escalerilla Lagunas växer huvudsakligen savannskog.